# Daejeon
Pronunciação
Daejeon (em Coreano: 대전; 大田) ou Taejon é a quinta maior metrópole da Coreia do Sul. Daejeon tinha uma população de mais de 1,5 milhões em 2010. Localizada na região central da Coreia do Sul, a cidade serve como centro de transporte e está na encruzilhada das principais rotas de transporte. Seul, a capital do país, fica cerca de 50 minutos de trem de alta velocidade.
Daejeon é um dos centros administrativos da Coreia do Sul, com o Complexo do Governo de Daejeon localizado nela. Na década de 1980 o governo decidiu transferir algumas das funções de Seul para outras cidades. Atualmente, 12 escritórios do governo nacional, incluindo o Serviço de Alfândega da Coreia, Administração de Pequenas e Médias Empresas, Serviço de Compras Públicas, Instituto Nacional de Estatística, Administração de mão-de-obra militar, Serviço florestal da Coreia, Administração do Patrimônio Cultural e Escritório Coreano de Propriedade Intelectual, bem como Tribunal de Patentes de Coreia, estão localizados em Daejeon. A Korea Railroad Corporation, Korea Water Resources Corporation e Korea Minting and Security Printing Corporation também estão sediadas na cidade.
Daejeon possui 18 universidades, incluindo o Instituto Superior de Ciência e Tecnologia da Coreia, a Universidade Nacional de Chungnam, a Universidade Nacional de Hanbat, a Universidade de Hannam e a Universidade de Ciência e Tecnologia da Coreia, além de vários institutos de pesquisa importantes. A cidade ganhou o apelido de "Vale do Silício da Ásia" e "cidade de alta tecnologia". Também sediou a Exposição Internacional de 1993 e a Olimpíada Internacional de Matemática em 2000.

## Geografia

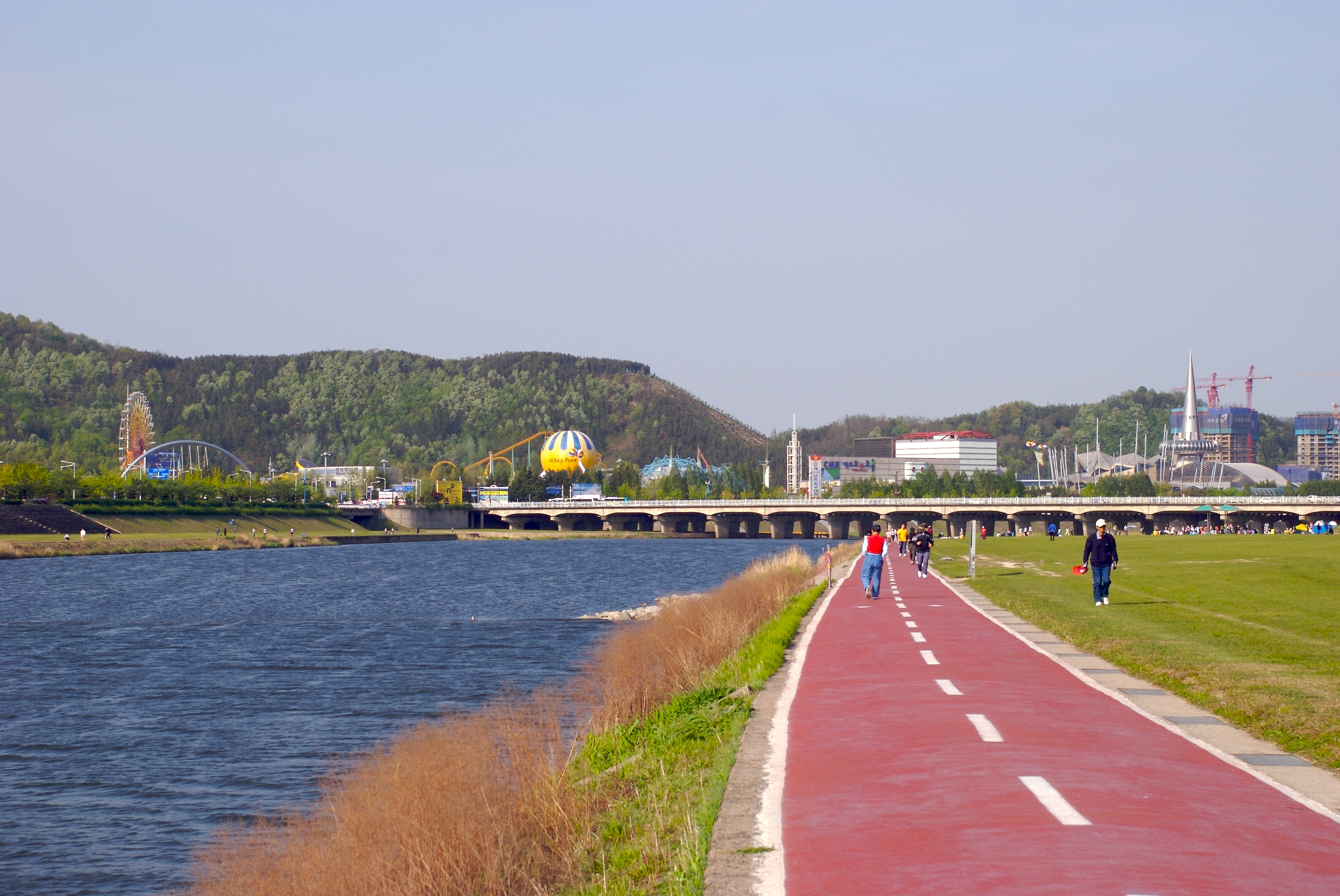
Calçada ao longo do rio Gap.

Daejeon situa-se entre as latitudes N36°10'50" e N36°29'47" e as longitudes E127 ° 14'54 "e E127 ° 33'21" próximo ao centro da Coreia do Sul. São 167,3 km de Seul, 294 km de Busan e 169 km de Gwangju. Sejong, que está planejada para ser a nova capital administrativa do país, também está próxima. A cidade é dividida em cinco municípios: Seogu (서구), Donggu (동구), Yuseonggu (유성구), Daedeokgu (대덕구) e Junggu (중구). Três riachos atravessam-na do sul para o norte, juntando-se ao rio Geum: Gapcheon (갑천), Yudeungcheon (유등천) e Daejeoncheon (대전천).

## Divisões administrativas

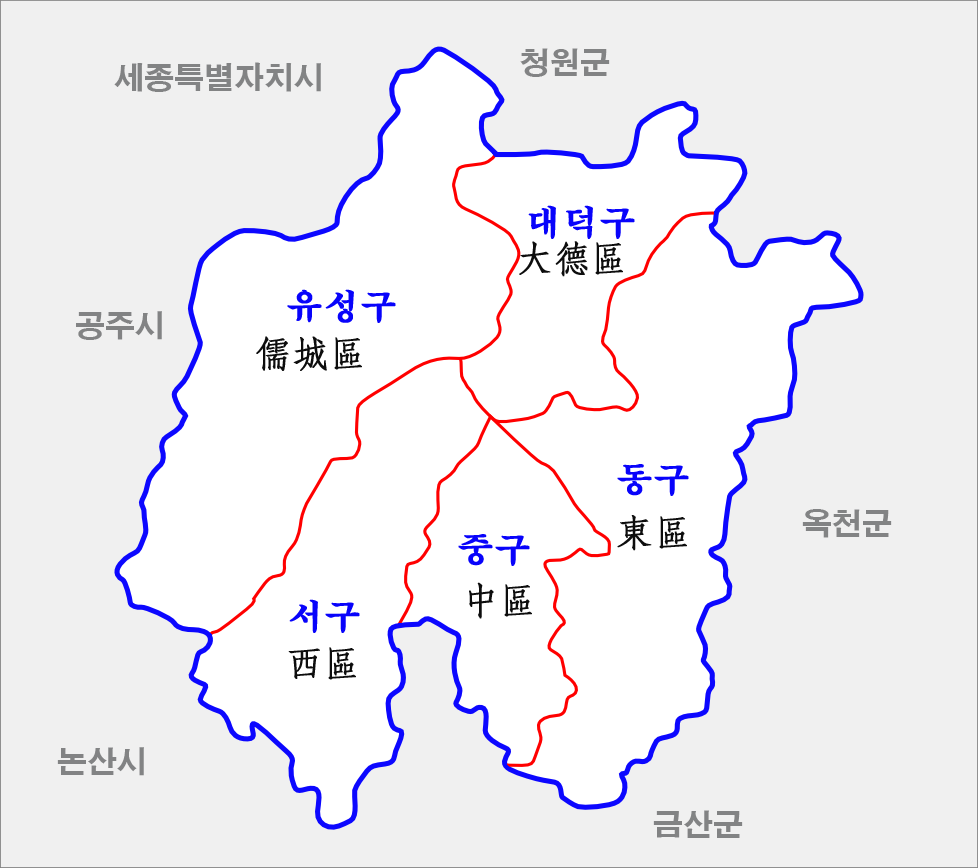
Divisões administrativas de Daejeon.

A cidade é dividida em 5 distritos ("Gu"):
- Distrito de Daedeok (대덕구; 大德區)
- Distrito de Dong (동구; 東區)
- Distrito de Jung (중구; 中區)
- Distrito de Seo (서구; 西區)
- Distrito de Yuseong (유성구; 儒城區)

## Demografia
Em março de 2017, Daejeon tinha uma população de 1.529.292 habitantes, incluindo 17.103 (1,1%) estrangeiros.

Gráfico populacional.

### Religião
De acordo com o censo de 2005, de sua população total, 21,8% seguem o budismo e 31,2% o cristianismo (sendo 20,5% o protestantismo e 10,7% o catolicismo). Cerca de 47% da população não é religiosa ou segue o Musismo e outras religiões indígenas.

## Educação

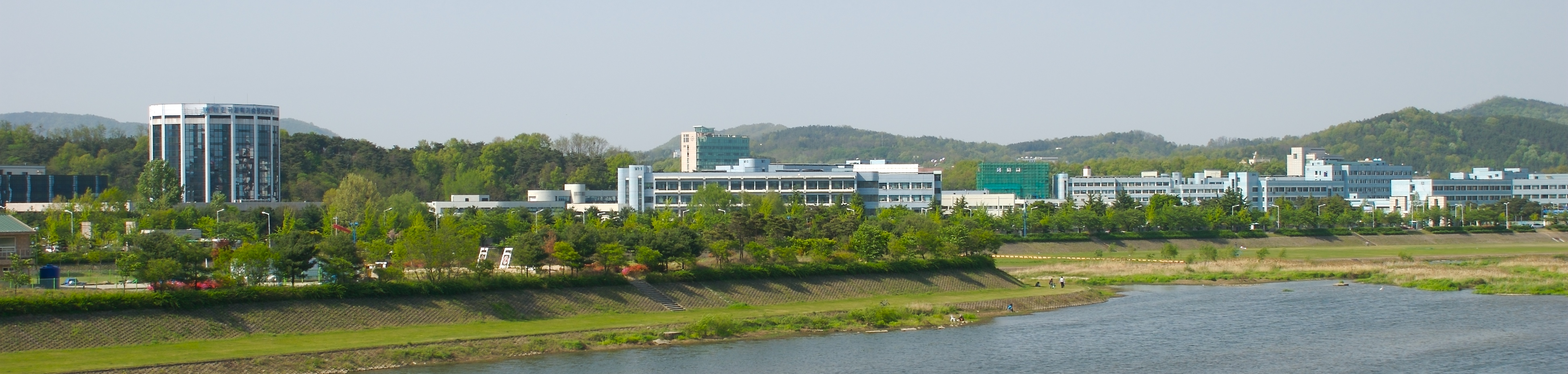
Vista da universidade KAIST.

Conhecida como o Vale do Silício da Coreia, Daejeon é o lar de institutos de pesquisa privados e públicos, centros e parques científicos. Os centros de pesquisa e desenvolvimento da Samsung, do Instituto de Avanço da Tecnologia da Informação, da LG, Universidade de Ciência e Tecnologia, Instituto de Pesquisa em Eletrônica e Telecomunicações estão na Daedeok Science Town, no distrito de Yuseong-gu.
A Korea Advanced Institute of Science and Technology (KAIST) é uma instituição de ensino superior voltada para a pesquisa em ciência e tecnologia. Em 2000, foi classificada pela Asiaweek como a "Melhor instituição de ciência e tecnologia da Asia".

## Cidades-irmãs
- Ōda, Japão (1987)
- Seattle, Estados Unidos (1989)
- Budapeste, Hungria (1994)
- Nanquim, China (1994)
- Calgary, Canadá (1996)
- Guadalajara, México (1997)
- Uppsala, Suécia (1999)
- Novosibirsk, Rússia (2001)
- Brisbane, Austrália (2002)
- Binh Duong, Vietname (2005)
- Sapporo, Japão (2010)